# Saint-Vivien-de-Blaye
Pour les articles homonymes, voir Saint-Vivien.
Saint-Vivien-de-Blaye est une commune du Sud-Ouest de la France, située dans le département de la Gironde (région Nouvelle-Aquitaine).

## Géographie

### Localisation
La commune siège dans le Blayais, à l'ouest de l'autoroute A10. Quelques parcelles forestières côtoient les étendues de vignoble et de prés. La configuration du bourg est éclatée au gré des exploitations agricoles, l'église placée à part aux abords d'un étang garde le cimetière dans une enceinte de pierre de taille. Le monument aux morts se dresse au croisement de la route départementale 135 et de la D132.

### Communes limitrophes
Les communes limitrophes sont Saint-Christoly-de-Blaye, Pugnac, Civrac-de-Blaye et Teuillac.
|          | Saint-Christoly-de-Blaye |                 |
| Teuillac | Saint-Vivien-de-Blaye    | Civrac-de-Blaye |
|          | Pugnac                   |                 |

### Climat
Pour des articles plus généraux, voir Climat de la Nouvelle-Aquitaine et Climat de la Gironde.
Historiquement, la commune est exposée à un climat océanique aquitain.  
En 2020, Météo-France publie une typologie des climats de la France métropolitaine dans laquelle la commune est exposée à un climat océanique et est dans la région climatique  Aquitaine, Gascogne, caractérisée par une pluviométrie abondante au printemps, modérée en automne, un faible ensoleillement au printemps, un été chaud (19,5 °C), des vents faibles, des brouillards fréquents en automne et en hiver et des orages fréquents en été (15 à 20 jours).
Pour la période 1971-2000, la température annuelle moyenne est de 12,9 °C, avec une amplitude thermique annuelle de 14,4 °C. Le cumul annuel moyen de précipitations est de 909 mm, avec 12,3 jours de précipitations en janvier et 6,4 jours en juillet. Pour la période 1991-2020, la température moyenne annuelle observée sur la station météorologique la plus proche, située sur la commune de Saint-Savin à 7 km à vol d'oiseau, est de 13,9 °C et le cumul annuel moyen de précipitations est de 835,2 mm,. Pour l'avenir, les paramètres climatiques de la commune estimés pour 2050 selon différents scénarios d’émission de gaz à effet de serre sont consultables sur un site dédié publié par Météo-France en novembre 2022.

## Urbanisme

### Typologie
Au 1er janvier 2024, Saint-Vivien-de-Blaye est catégorisée commune rurale à habitat dispersé, selon la nouvelle grille communale de densité à sept niveaux définie par l'Insee en 2022.
Elle est située hors unité urbaine. Par ailleurs la commune fait partie de l'aire d'attraction de Bordeaux, dont elle est une commune de la couronne,. Cette aire, qui regroupe 275 communes, est catégorisée dans les aires de 700 000 habitants ou plus (hors Paris),.

### Occupation des sols

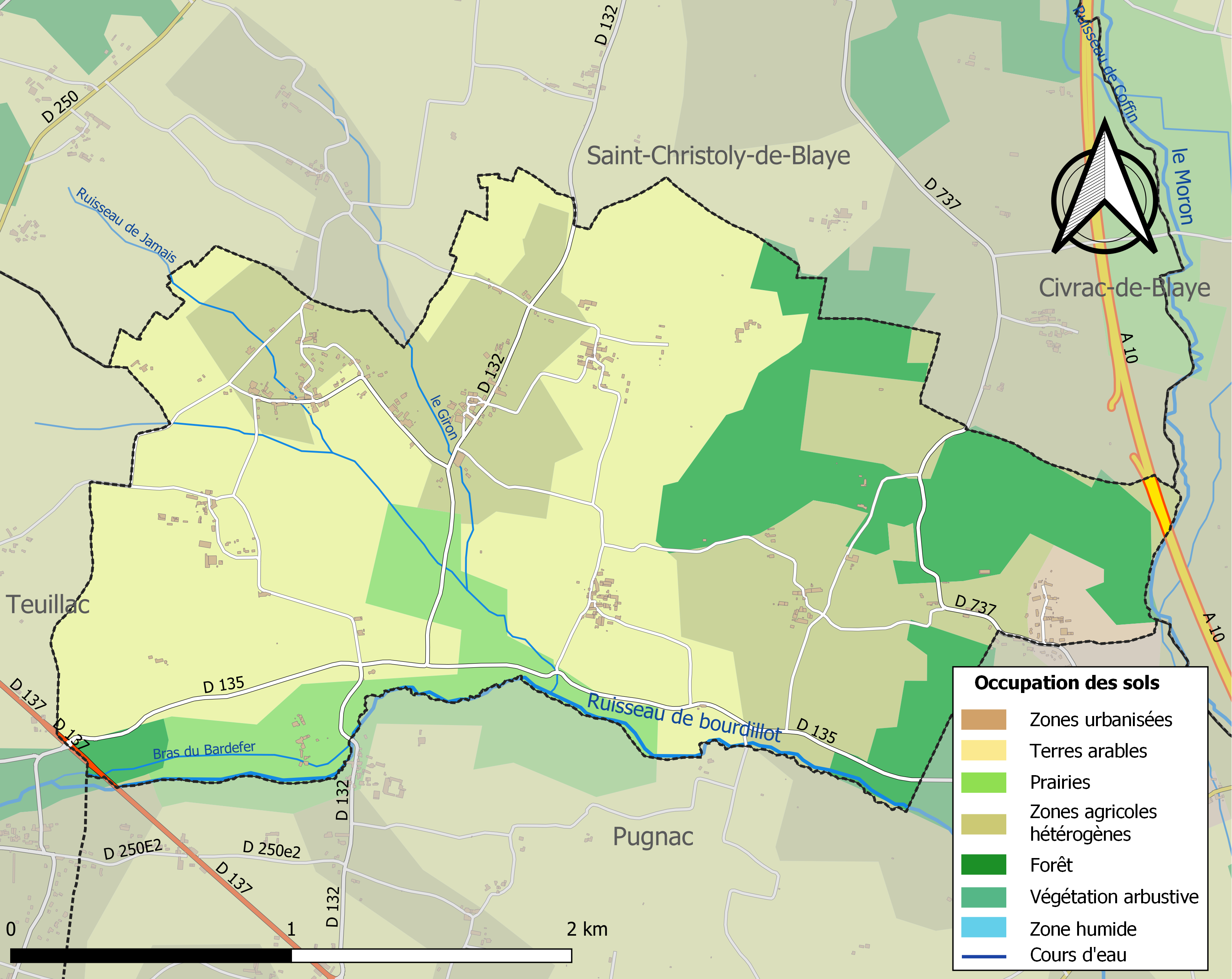
Carte des infrastructures et de l'occupation des sols de la commune en 2018 (CLC).

L'occupation des sols de la commune, telle qu'elle ressort de la base de données européenne d’occupation biophysique des sols Corine Land Cover (CLC), est marquée par l'importance des territoires agricoles (81,5 % en 2018), en diminution par rapport à 1990 (91,8 %). La répartition détaillée en 2018 est la suivante : 
cultures permanentes (45,8 %), zones agricoles hétérogènes (27,9 %), forêts (17 %), prairies (7,8 %), zones urbanisées (1,6 %). L'évolution de l’occupation des sols de la commune et de ses infrastructures peut être observée sur les différentes représentations cartographiques du territoire : la carte de Cassini (XVIIIe siècle), la carte d'état-major (1820-1866) et les cartes ou photos aériennes de l'IGN pour la période actuelle (1950 à aujourd'hui).

### Risques majeurs
Le territoire de la commune de Saint-Vivien-de-Blaye est vulnérable à différents aléas naturels : météorologiques (tempête, orage, neige, grand froid, canicule ou sécheresse) et séisme (sismicité faible). Un site publié par le BRGM permet d'évaluer simplement et rapidement les risques d'un bien localisé soit par son adresse soit par le numéro de sa parcelle.

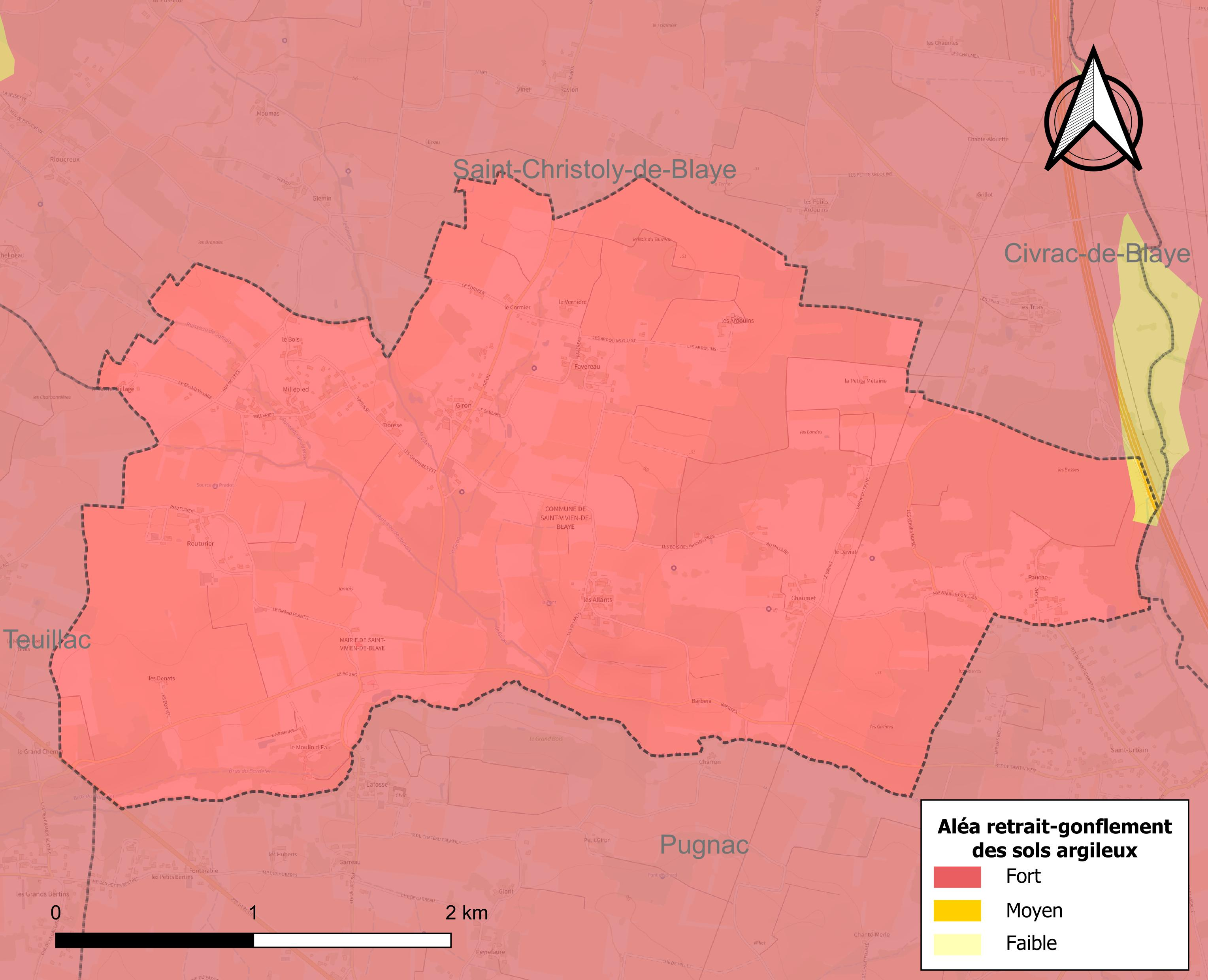
Carte des zones d'aléa retrait-gonflement des sols argileux de Saint-Vivien-de-Blaye.

Le retrait-gonflement des sols argileux est susceptible d'engendrer des dommages importants aux bâtiments en cas d’alternance de périodes de sécheresse et de pluie. La totalité de la commune est en aléa moyen ou fort (67,4 % au niveau départemental et 48,5 % au niveau national). Sur les 170 bâtiments dénombrés sur la commune en 2019, 170 sont en aléa moyen ou fort, soit 100 %, à comparer aux 84 % au niveau départemental et 54 % au niveau national. Une cartographie de l'exposition du territoire national au retrait gonflement des sols argileux est disponible sur le site du BRGM,.
La commune a été reconnue en état de catastrophe naturelle au titre des dommages causés par les inondations et coulées de boue survenues en 1982, 1988, 1999 et 2009, par la sécheresse en 2003, 2005, 2011 et 2012 et par des mouvements de terrain en 1999.

## Héraldique
| Blason de Saint-Vivien-de-Blaye | « Coupé au 1) parti au I de sinople à la croix hosannière d’or perronnée de sept degrés et au II de gueules à la mitre d’or chargée des armoiries du saint siège, au 2) de sinople aux onze rais cousu de gueules divergeant du chef vers la pointe et à la grappe de raisin feuillée de deux pièces de pourpre brochant sur le tout. » |

## Politique et administration

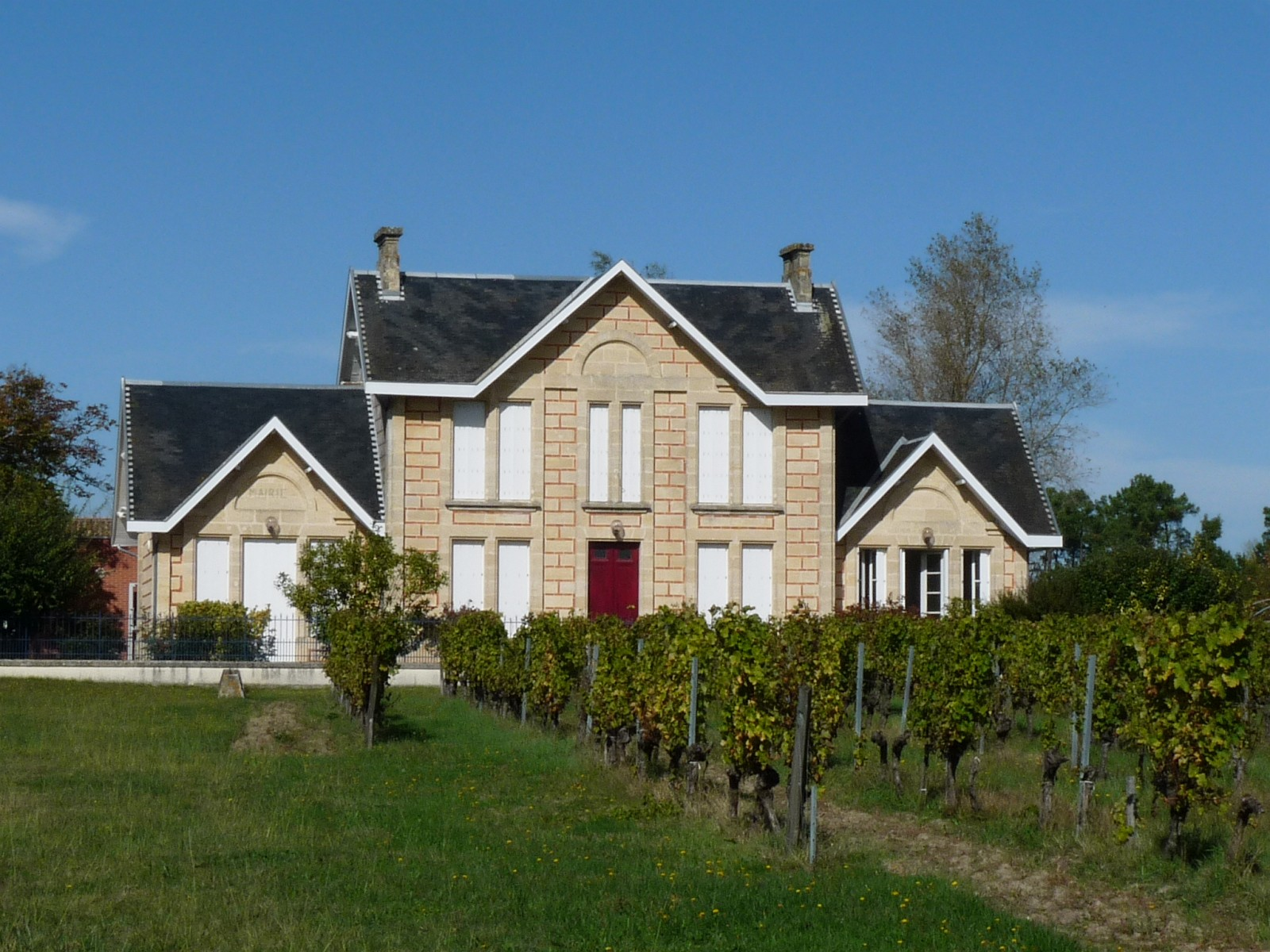
La mairie

| Période                                  | Période | Identité           | Étiquette | Qualité                            |
| ---------------------------------------- | ------- | ------------------ | --------- | ---------------------------------- |
|                                          |         | Robert Domens      |           |                                    |
| 1995                                     | [ 16 ]  | Jean-Pierre Domens | SE        | Secrétaire de mairie à la retraite |
| Les données manquantes sont à compléter. |         |                    |           |                                    |

## Démographie
L'évolution du nombre d'habitants est connue à travers les recensements de la population effectués dans la commune depuis 1793. Pour les communes de moins de 10 000 habitants, une enquête de recensement portant sur toute la population est réalisée tous les cinq ans, les populations de référence des années intermédiaires étant quant à elles estimées par interpolation ou extrapolation. Pour la commune, le premier recensement exhaustif entrant dans le cadre du nouveau dispositif a été réalisé en 2007.

En 2022, la commune comptait 359 habitants, en évolution de −2,71 % par rapport à 2016 (Gironde : +6,91 %, France hors Mayotte : +2,11 %).
| 1793 | 1800 | 1806 | 1821 | 1831 | 1836 | 1841 | 1846 | 1851 |
| ---- | ---- | ---- | ---- | ---- | ---- | ---- | ---- | ---- |
| 520  | 493  | 463  | 522  | 483  | 452  | 429  | 412  | 427  |

| 1856 | 1861 | 1866 | 1872 | 1876 | 1881 | 1886 | 1891 | 1896 |
| ---- | ---- | ---- | ---- | ---- | ---- | ---- | ---- | ---- |
| 407  | 422  | 390  | 402  | 402  | 375  | 371  | 380  | 383  |

| 1901 | 1906 | 1911 | 1921 | 1926 | 1931 | 1936 | 1946 | 1954 |
| ---- | ---- | ---- | ---- | ---- | ---- | ---- | ---- | ---- |
| 403  | 399  | 371  | 375  | 350  | 358  | 342  | 299  | 313  |

| 1962 | 1968 | 1975 | 1982 | 1990 | 1999 | 2006 | 2007 | 2012 |
| ---- | ---- | ---- | ---- | ---- | ---- | ---- | ---- | ---- |
| 320  | 268  | 220  | 307  | 306  | 321  | 323  | 324  | 386  |

| 2017 | 2022 | - | - | - | - | - | - | - |
| ---- | ---- | - | - | - | - | - | - | - |
| 356  | 359  | - | - | - | - | - | - | - |

## Équipements, services et vie locale
Une salle des fêtes est située à côté de la mairie.

## Lieux et monuments

### Patrimoine religieux
- L'église paroissiale Saint-Vivien, entourée de son cimetière, est de style néo-roman.
- La croix de cimetière, placée devant l'église, date du XVIe ou XVIIe siècle. Elle était autrefois dans l'ancienne commune de La Fosse, dont l'église n'est qu'à 200 m.

Trois marches circulaires supportent un socle carré à la base et octogonal par le haut; sur les quatre côtés épannelés pour former l'octogone sont disposées des sculptures représentant au nord-ouest et au sud-ouest des chimères nues et ailées dont les têtes ont disparu et sur les faces opposées des serres d'aigle.
Surmontant le socle, un fût carré présente sur chacune de ses faces deux niches en plein cintre enfermant des statuettes : à l'est, saint Laurent dans la niche du haut et une sainte à genoux sur un dragon à tête de taureau, peut-être sainte Marthe ; au nord, une martyre et une sainte non élucidées ; à l'ouest, dont les statues sont très érodées, en haut saint Jacques au large chapeau tenant un bourdon dans sa main droite et en bas saint Jude tenant sa massue ; au sud, saint Simon en haut, scie à la main droite.
L'importance du socle laisse penser que le fût a pu être brisé et avoir comporté quatre niches supplémentaires. La croix surmontant le tout, séparée du fût par quelques moulures, est moderne.
- La croix de cimetière est classée monument historique depuis le 20 décembre 1907[23].

## Gamerie de photos

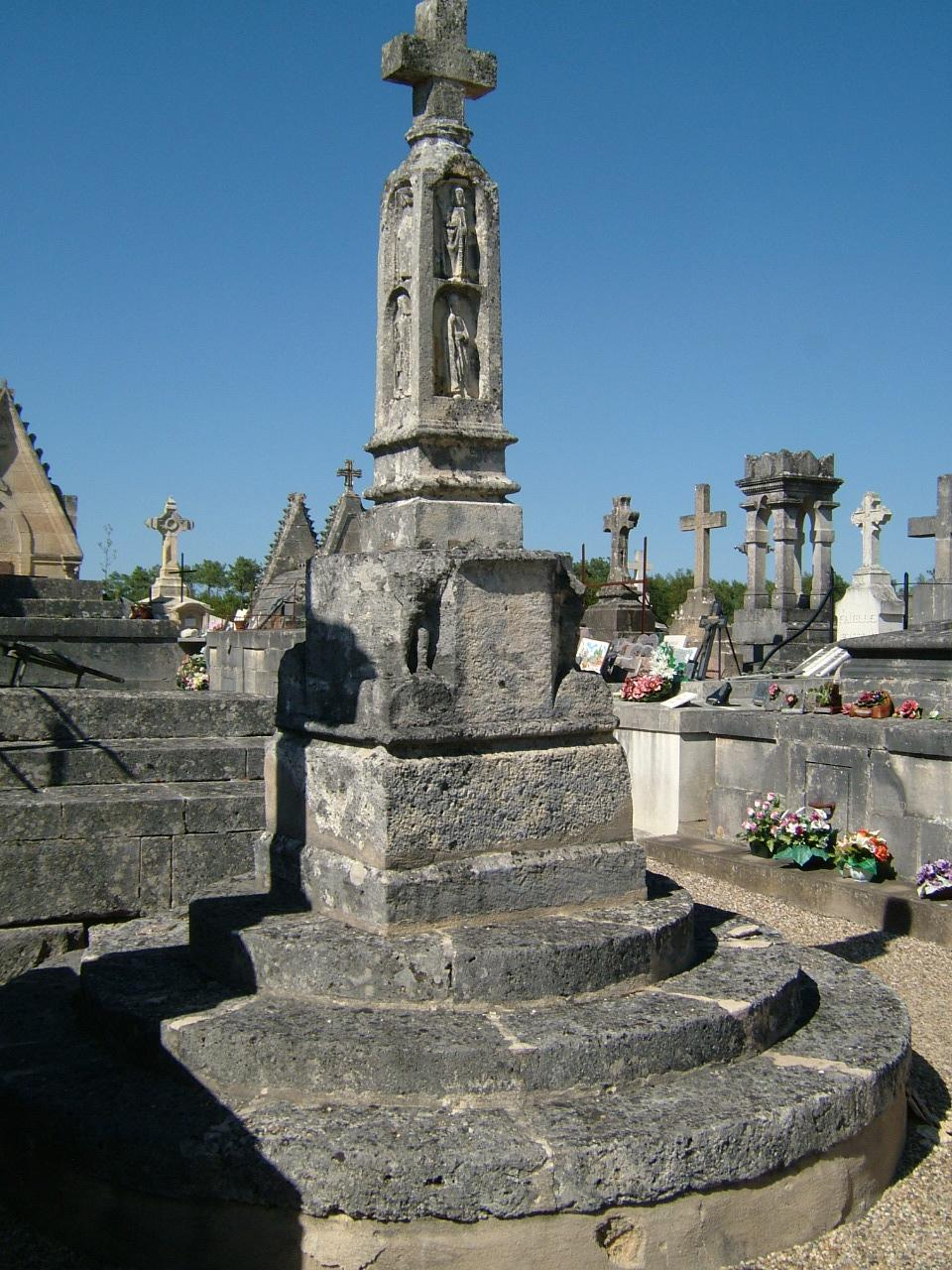
La croix de cimetière
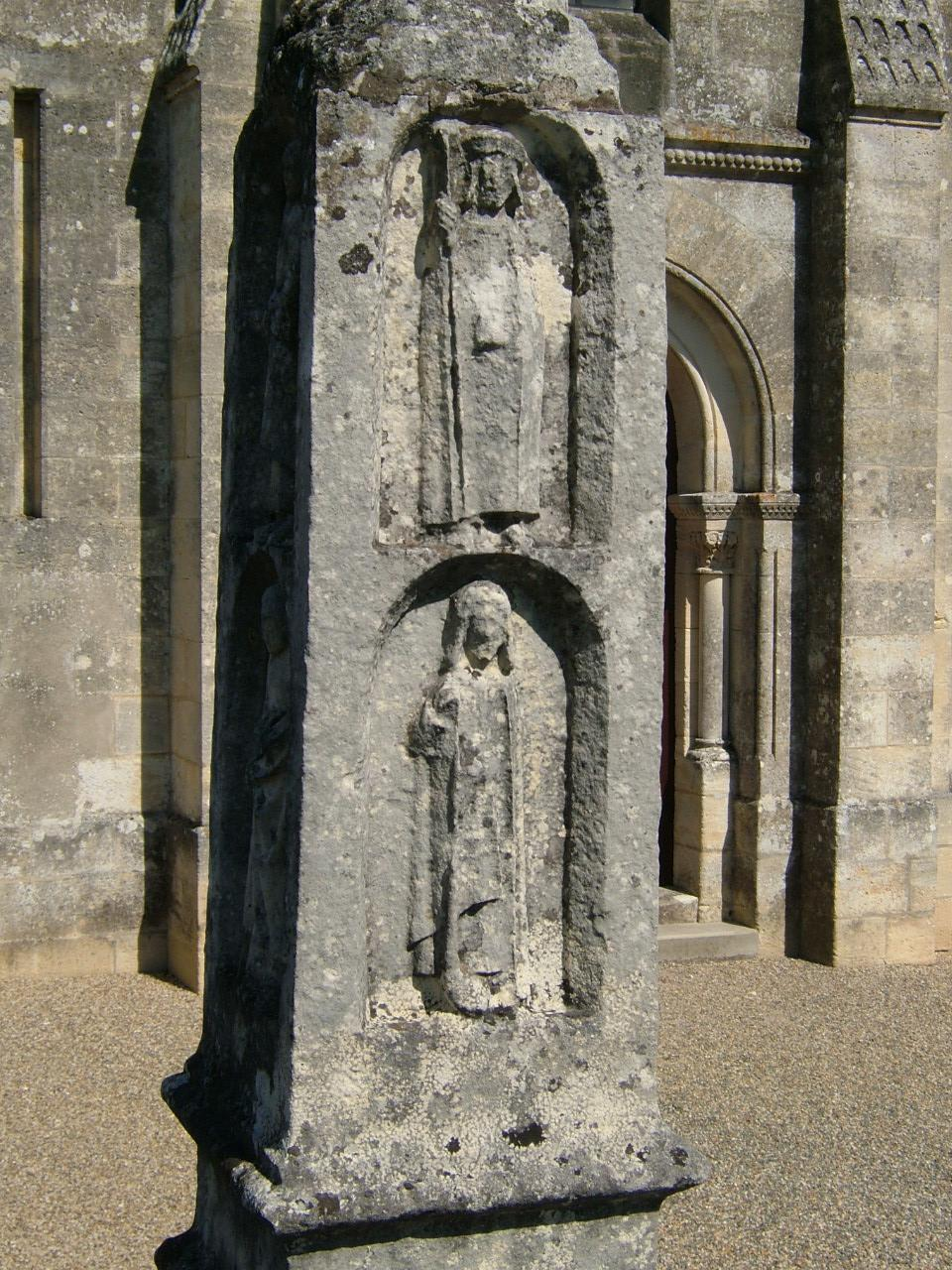
Détail des niches de l'ouest, aux statues de saint Jacques et saint Jude.
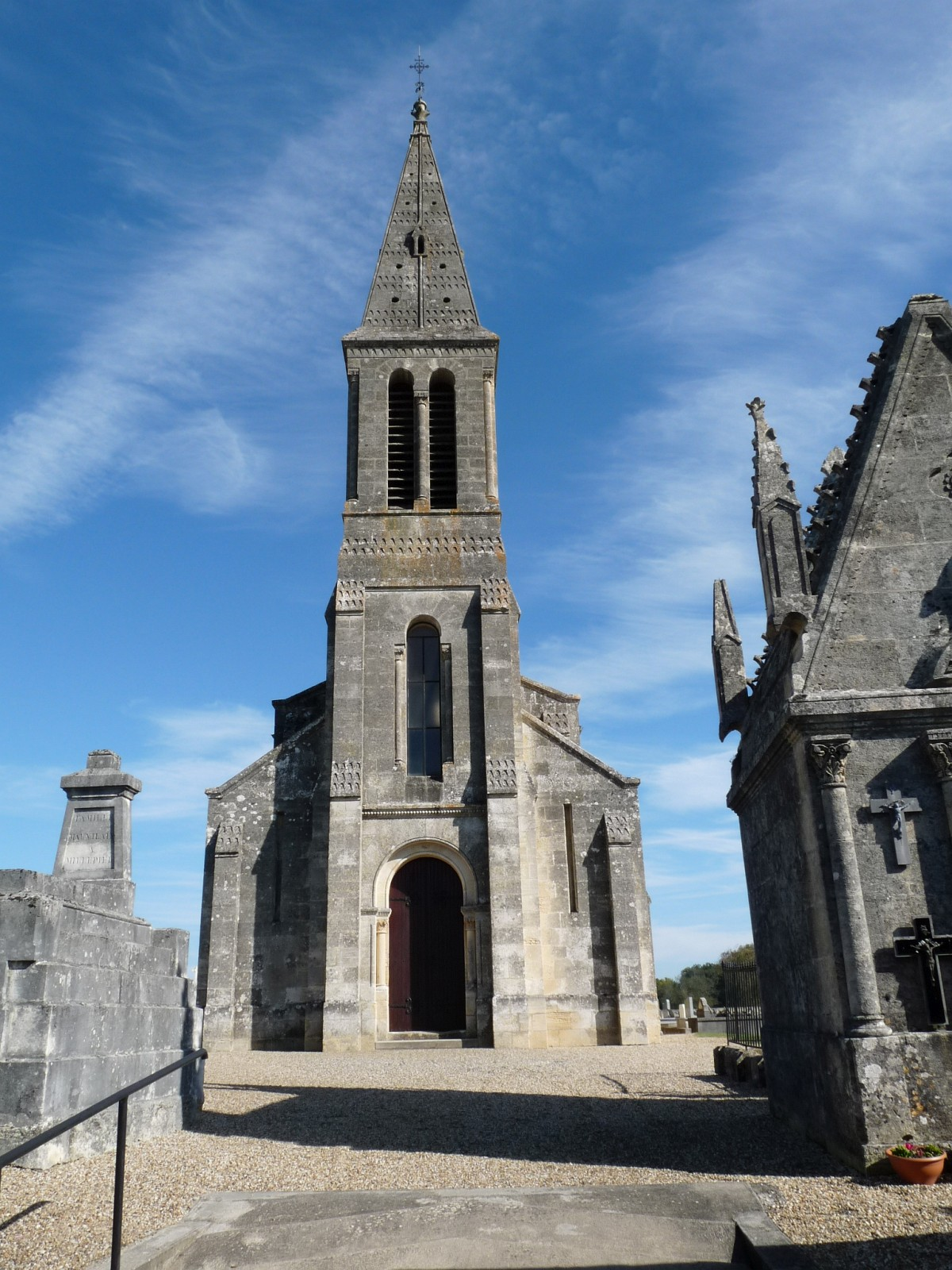
L'église Saint-Vivien
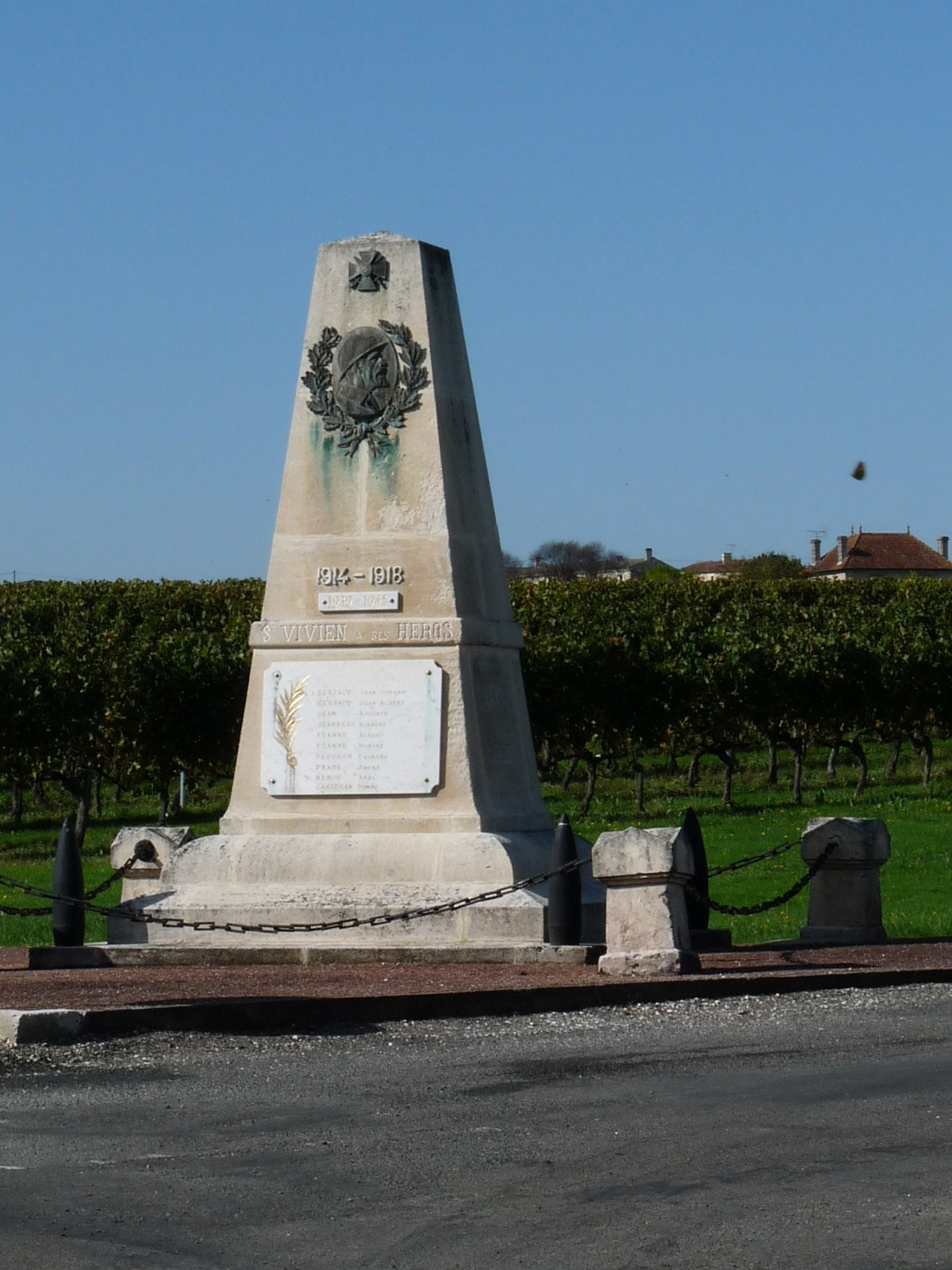
Le monument aux morts